# 대전배울초등학교
대전배울초등학교는 대한민국 대전광역시 유성구에 있는 공립 초등학교이다.

## 학교 연혁
- 2006. 02. 15 대전배울초등학교 6학급 배정
- 2006. 02. 28 3학급 추가 배정(9학급)
- 2008. 09. 01 대전관평초등학교 분리(15학급 편성)
- 2015. 02. 13 제9회 졸업식(154명 졸업, 누계:1,435명)
- 2015. 03. 01 제4대 김계철 교장 취임
- 2015. 03. 02 신입생 입학식(37학급)

## 참고 자료
- 대전배울초등학교 - 한국교육학술정보원 학교알리미